# Mentzelia desertorum
Mentzelia desertorum là một loài thực vật có hoa trong họ Loasaceae. Loài này được (Davidson) H.J. Thomps. & J.E. Roberts mô tả khoa học đầu tiên năm 1971.